# Приховані християнські місця в регіоні Нагасакі
Приховані християнські місця в регіоні Нагасакі (яп. 長崎と天草地方の潜伏キリシタン関連遺産) — група із дванадцяти пам'яток у префектурах Нагасакі та префектурах Кумамото, пов'язаних з історією християнства в Японії. Церкви Нагасакі унікальні в тому сенсі, що кожна розповідає історію про відродження християнства після тривалого періоду офіційного придушення.
Спільно запропонований у 2007 році для включення до Списку світової спадщини ЮНЕСКО за критеріями ii, iii, iv, v та vi, подання, назване на той час церквами та християнськими місцями в Нагасакі в попередньому списку, було визнано 30 січня 2018 року, як об'єкт Світової спадщини.
Початкова номінація становила 26 місць; однак після повторного розгляду префектура Нагасакі скоротила пам'ятники до 13 місць. Було визнано 12 місць. Занепокоєння щодо прихованих християнських місць у регіоні Нагасакі широко обговорювалося в науковій літературі.

## Християнство в Японії
Християнство прийшло в Японію в 1549 році з єзуїтським місіонером Франциском Ксав'єром. Розповсюджуючись із Нагасакі, нова віра привернула багатьох навернених, у тому числі кількох даймьо. Тойотомі Хідейосі, а потім Токуґава Ієясу переслідували тих, хто сповідував себе християнами. Після Сімабарського повстання 1637—1638 рр. офіційне придушення християнських обрядів поєднувалося з політикою національної ізоляції, яка тривала понад два століття. Із приходом західних держав і відновленням Японії в 1850-х роках і реформами реставрації Мейдзі місіонерська діяльність відновилася, і кілька прихованих християн відновилися. Церква Оури 1864 року є першою з церков, побудованих у наступні роки.
30 червня 2018 року, подякувавши ЮНЕСКО за включення до Списку світової спадщини, тодішній прем'єр-міністр Сіндзо Абе публічно заявив, що приховані християнські місця «передають „форму“ віри, яка є унікальною для Японії, і вони справді не мають собі рівних у всьому світі, оскільки надбання людства».

## Пам'ятки
| Назва | Розташування       | Зображення | Примітки                          |
| --- | ------------------ | ---------- | --------------------------------- |
| Залишки замку Хара (яп. 原城跡)                                                                            | Мінамі-Шімабара    |            | Історичне місце                   |
| Село Касуга та священні місця в Хірадо (Село Касуга та згірок Ясумандаке) (яп. 平戸島の聖地と集落＝安満岳) | Хірадо             |            | Важливий культурний ландшафт      |
| Село Касуга та священні місця в Хірадо (острів Накаеносіма) (яп. 平戸島の聖地と集落＝中江ノ島)             | Хірадо             |            | Немає входу                       |
| Село Сакіцу в Амакусі (яп. 天草の﨑津集落)                                                                 | Амакуса (Кумамото) |            | Важливий культурний ландшафт      |
| Село Шицу в Сотоме (яп. 出津集落)                                                                          | Нагасакі           |            |                                   |
| Село Оно в Сотоме (яп. 大野集落)                                                                           | Нагасакі           |            | Важливі культурні пам'ятки Японії |
| Села на острові Куросіма (яп. 黒島の集落)                                                                  | Сасебо             |            | Важливі культурні пам'ятки Японії |
| Залишки сіл на острові Нозакі (яп. 野崎島の集落跡)                                                         | Одзіка             |            |                                   |
| Села на острові Каширагасіма (яп. 頭ヶ島の集落)                                                            | Сінкаміґото        |            | Важливі культурні пам'ятки Японії |
| Села на острові Хісака (яп. 久賀島の集落)                                                                  | Ґото               |            | Важливі культурні пам'ятки Японії |
| Село Егамі на острові Нару (Церква Егамі та її околиці) (яп. 奈留島の江上集落)                             | Ґото               |            | Важливі культурні пам'ятки Японії |
| Собор Оура (яп. 大浦天主堂)                                                                                | Нагасакі           |            | Національні скарби Японії         |

## Попередні номіновані пам'ятки
Список складається з місць, які були номіновані раніше, але наразі відсутні в списку.
| Назва                                                        | Дата виконання | Розташування    | Тип конструкції | Коментарії                                                                                           | Зображення |
| ------------------------------------------------------------ | -------------- | --------------- | --------------- | --- | ---------- |
| Колишня католицька семінарія (яп. 旧羅典神学校)              | 1875           | Нагасакі        | Фахверк Цегла   | Важливі культурні пам'ятки Японії                                                                    |            |
| Церква Аосагаура (яп. 青砂ヶ浦天主堂)                        | 1910           | Сінкаміґото     | Цегла           | Важливі культурні пам'ятки Японії                                                                    |            |
| Спогади отця Марка Марі де Ротца (яп. ド・ロ神父遺跡)        |                | Нагасакі        |                 | |            |
| Колишній центр допомоги Шицу (яп. 旧出津救助院)              |                | Нагасакі        |                 | Притулок, макаронна фабрика та фабрика з переробки сардин – усе це важливі культурні пам'ятки Японії |            |
| Церква Дозакі (яп. 堂崎教会)                                 | 1907           | Ґото            | Цегла           | |            |
| Церква Хокі (яп. 宝亀教会)                                   | 1899           | Хірадо          | Деревина/Цегла  | |            |
| Християнський надгробок (яп. 吉利支丹墓碑)                   |                | Мінамі-Шімабара |                 | Історичне місце                                                                                      |            |
| Місце мучеництва 26 святих Японії (яп. 日本二十六聖人殉教地) | 1864           | Нагасакі        |                 | |            |
| Місце церкви Святого Домініка (яп. サント・ドミンゴ教会跡)   | 1609           | Нагасакі        |                 | |            |
| Собор Уракамі (яп. 浦上天主堂)                               | 1959           | Нагасакі        | Залізобетон     | |            |
| Колишня резиденція архієпископа (яп. 旧大司教館)             | 1914           | Нагасакі        |                 | |            |
| Церква Каміносіма (яп. 神ノ島教会)                           | 1897           | Нагасакі        | Цегла           | |            |
| Церква Куросакі (яп. 黒崎教会)                               | 1920           | Нагасакі        | Цегла           | |            |
| Церква Хімосасі (яп. 紐差教会)                               | 1929           | Хірадо          | Залізобетон     | |            |
| Церква Осо (яп. 大曾教会)                                    | 1916           | Сінкаміґото     | Цегла           | |            |